# Тейлор, Дэвид Джордж Пендлтон
Дэвид Джордж Пендлтон Тэйлор (англ. David George Pendleton Taylor, 5 июля 1933, Бристоль, Великобритания — 8 ноября 2007, Лондон, Великобритания) — британский бизнесмен, государственный и колониальный деятель, губернатор Монтсеррата (1990—1993).

## Биография
Окончил Клифтон-колледж в Бристоле, продолжил обучение в кембриджском Клэр-колледже. Затем служил в Королевском флоте в Юго-Восточной и Южной Азии.
С 1958 г. — в колониальной администрации одного из районов Танганьики. После признания независимости Танганьики в 1964 г. работал в Британской Гвиане в Южной Америке руководителем одного из шести подразделений продовольственной компании Booker Group. В 1976 г. вернулся в Африку, став исполнительным директором Booker Group в Малави, а затем — в Замбии.
- 1983—1987 гг. — первый глава исполнительной администрации Фолклендских островов, организованной в формате Корпорации развития Фолклендских островов (Falklands Islands Development Corporation); этот пост был создан по рекомендации второго доклада лорда Шеклтона. За четыре года пребывания в должности политику удалось добиться самодостаточности экономики Фолклендских островов.
- 1988—1989 гг. — и. о. главы исполнительной администрации Фолклендских островов. Затем некоторое время работал в качестве советника директора дочерней компании концерна Booker Group в области сельского хозяйства Booker-McConnell.
- 1990—1993 гг. — губернатор Монтсеррата. На этом посту активно занимался ликвидацией последствий урагана «Хьюго» (1989).

По выходу в отставку в 1993 г. был возведен в Командоры Ордена Британской империи.
В 1997 г. выступил во главе кампании по сбору средств для восстановления Монтсеррата после извержения вулкана Суфриер-Хилс, нанесшего значительный урон большей части острова.